# 淺野優梨愛
淺野優梨愛（1994年4月24日—）是日本的童星、女性模特兒，出身於日本埼玉縣鴻巢市。屬於オスカープロモーション的一員。血型是AB型。身高140公分。
從幼年時期開始擔任模特兒。

## 天才兒童MAX
- 是2004年度、2005年度天才兒童MAX的TV戰士。
- 在2004年度天才兒童MAX中扮演的角色是『機器人』。
- 在天才兒童MAX中作為小動物系角色而受到喜愛。
- 擅長工藝與燒菜，在2004年度的新人介紹單元中，她在家裡展示了用紙箱製作的機器人。另外也作了加入蘋果與馬鈴薯片的蛋包飯。
- 在2005年度的紙飛機達陣賽屬於チーム・ザッソウ隊。
- 另外有時候會說出迷糊話。
- 個性文靜，但2005年度時在談話中表現出明朗與直爽的一面。

## 主要演出作品

### 電視
- NHK教育「天才兒童MAX」（2004年～2005年）
- CX「人にやさしく」（2002年）
- TBS「こちら本池上署」（2002年）
- NTV「21世紀に残したい名作童話がこんな素敵なクリスマスドラマになりました」（1999年）
- CX「音の犯罪捜査官響奈津子3・呪いのテープ殺人事件」（1999年）

### 雜誌
- 辰巳出版「purepure Vol.25」（2004年）
- 小学館「小学一年生」（2001年）
- サン・プランニング「ハンズパル41号 2001 SPRING」（2001年）
- 婦人生活社「手づくりママキディ夏号Vol.63」（2000年）
- 講談社「New My Tokyo Disneyland33  FAMILY GUIDEBOOK」（1998年）

### CD
- WONDER LAND RECORDS「MOVEMENT（四楽章）」（2003年）

## 外部連結
- 官方個人簡介
- オスカープロモーション